# Kanem (Provinz)
Kanem ist eine Provinz des Tschad. Ihre Hauptstadt ist Mao. Die Provinz hat etwa 481.000 Einwohner (Stand: 2019).

## Geographie
Kanem hat eine Fläche von 114.520 km² und liegt im Westen des Landes, an der Grenze zum Niger.

## Geschichte
- Bereits in vorchristlicher Zeit wurde das Reich Kanem gegründet.
- Ab dem 13. Jahrhundert nennt man das Reich Kanem-Bornu.
- Von 1910 bis 1935, also zu Beginn der französischen Kolonialzeit, war Kanem eine „Circonscription“ und umfasste die sechs Subdivisionen Mao, Bol, Rig-Rig, Moussoro, Massakory und Ngouri. Das Gebiet entspricht der heutigen Provinz Kanem plus den drei westlich, südlich und östlich angrenzenden Nachbarregionen.
- Seit 1935 gehört das Gebiet um Massakory, die heutige Provinz Hadjer-Lamis, nicht mehr zu Kanem.
- Von 1935 bis 1937 wurde Kanem mit dem östlich angrenzenden Batha zum Département Kanem-Batha zusammengefasst. Die Hauptstadt war nicht mehr Mao, sondern das weiter östlich gelegene Moussoro.
- Von 1937 bis 1947 wurden die beiden Départements wieder getrennt. Hauptstadt im Département Kanem blieb noch Moussoro.
- Von 1947 bis 1960 wurde Kanem eine „Region“ genannt. Die Hauptstadt ist seitdem wieder Mao.
- Seit 1960 gehört das Gebiet um Bol, die heutige Provinz Lac, nicht mehr zu Kanem. Dadurch liegt Kanem nicht mehr am Tschadsee.
- Von 1960 bis 1999 war Kanem eine von 14 Präfekturen des Tschad. Ihre drei Unterpräfekturen waren Mao, Moussoro und Nokou.
- Von 1999 bis 2002 war Kanem eines von 28 Départements. Die Präfekturen waren aufgelöst. Der östliche Teil der ehemaligen Präfektur um Moussoro wurde unter dem Namen Barh El Gazel ein eigenes Departement.
- Seit 2002 ist Kanem eine Region des Tschad, die seit 2018 „Provinz“ genannt wird.
- Von 2002 bis 2008 war die Region Kanem noch unterteilt in die beiden Départements Kanem und Barh El Gazel, die Grenzen entsprachen der ehemaligen Präfektur.
- 2008 wurde das Département Barh El Gazel zur Region aufgewertet und gehört seitdem nicht mehr zu Kanem.
- Seit 2008 hat die Provinz Kanem ihre heutigen Grenzen.

### Untergliederung
Kanem ist in drei Départements eingeteilt:
| Département | Hauptort | Unterpräfekturen               |
| ----------- | -------- | ------------------------------ |
| Kanem       | Mao      | Mao, Kekedina, Melea, Wadjigui |
| Nord-Kanem  | Nokou    | Nokou, Rig Rig, Ziguey, Ntiona |
| Wadi Bissam | Mondo    | Mondo, Am Doback               |

## Bevölkerung
In Kanem leben Daza (Tubu), Kanembu und tschadische Araber.